# マルテンス条項
マルテンス条項（マルテンスじょうこう）とは、陸戦の法規慣例に関する条約前文に付された文言。条項の名は提唱者のフョードル・フョードロヴィッチ・マルテンス、1845-1909）による。

## 概要
1899年のハーグ会議で提案され、国際人道法においても引用されている国際慣習法の１つである。諸条約による明文規定がない事項に関しても、慣習法や国際人道法の諸原則および公共の良心の要求に従わなければならないとする。
この条項は第一回ハーグ平和会議における陸戦の法規慣例に関する条約策定委員会・委員長をつとめたロシア帝国代表のフョードル・フョードロヴィッチ・マルテンスが1899年6月20日の委員会の席上で読み上げた声明が基となって条約前文に組み込まれたもので、以下の内容である。
陸戦の法規慣例に関する条約には第2条に総加入条項が加えられており、マルテンス条項の明記は本条約が失効した際に非常に重要だった。
現在の明文化された国際人道法において明示的に禁止されていない兵器や攻撃手段であっても、規制がないからといって既存のルールの適用対象となっていない武器（たとえば自律型致死兵器システム-いわゆるドローン兵器）が無制限に使用されることを許しておらず、それが公共の良心の要求と国際慣習法に違反すると判断される場合、マルテンス条項に反すると見なされる。